# شاندراشهير باتيل
شاندراشهير باتيل (بالإنجليزية: Chandrashekhar Patil)‏‏ (18 يونيو 1939 - 10 يناير 2022) شاعر من الهند.